# Donald Keene
Donald Keene (New York, 6 giugno 1922 – Tokyo, 24 febbraio 2019) è stato un saggista, traduttore e iamatologo statunitense, noto studioso e interprete di letteratura e cultura giapponese.

## Biografia
Keene si è laureato presso la Columbia University nel 1942. Studiò poi Lingua giapponese alla scuola di lingua giapponese della Marina statunitense in California, e collaborò come ufficiale dell'intelligence nella regione del Pacifico durante la Seconda guerra mondiale. Dopo il suo congedo dalla Marina tornò alla Columbia dove conseguì un master nel 1947.
Dopo aver studiato per un anno alla Harvard University si trasferì alla Università di Cambridge conseguendovi un secondo master più il dottorato, e svolse il ruolo di lettore dal 1949 al 1955. Nel frattempo studiò anche alla Università di Kyoto.
Fu professore di letteratura giapponese alla Columbia, per più di 50 anni.
Nel 1978 consegue un dottorato di secondo livello a Cambridge.
Pubblicò circa 25 libri in inglese su temi riguardanti il Giappone, includendo sia studi di letteratura e cultura giapponese sia traduzioni di opere della letteratura giapponese classica e moderna, oltre ad una Storia della letteratura giapponese in quattro volumi. Keene scrisse inoltre circa 30 libri in giapponese (alcuni di questi tradotti dall'inglese).
Keene era presidente della Donald Keene Foundation for Japanese Culture.

## Pubblicazioni

### Traduzioni
- The Battles of Coxinga: Chikamatsu's Puppet Play, Its Background and Importance (Taylor's Foreign Pr, 1951)
- The Major Plays of Chikamatsu (Columbia Univ Pr, June 1, 1961)
- Essays in Idleness: The Tsurezuregusa of Kenko (Columbia Univ Pr, June 1, 1967)
- Chūshingura: The Treasury of Loyal Retainers, a Puppet Play (Columbia Univ Pr, April 1, 1971
- Mishima Yukio, Five Modern No Plays (Tuttle, 1967)
- Mishima Yukio, After the Banquet (Random House Inc, January 1, 1973)
- Basho, The Narrow Road to Oku (Kodansha Amer Inc, April 1, 1997)
- Kawabata Yasunari, The Tale of the Bamboo Cutter (Kodansha Amer Inc, September 1, 1998)
- Abe Kobo, Three Plays (Columbia Univ Pr, February 1, 1997)
- Donald Keene & Oda Makoto, The Breaking Jewel, Keene, Donald (trans) (Columbia Univ Pr, March 1, 2003
- Dazai Osamu, No Longer Human (New Directions, 1958)
- Dazai Osamu, The Setting Sun(Tuttle, 1981)

### Redattore
- Anthology of Japanese Literature from the Earliest Era to the Mid-Nineteenth Century (Grove Pr, March 1, 1960)
- Anthology of Chinese Literature: From the 14th Century to the Present Day (co-redattore con Cyril Birch) (Grove Pr, June 1, 1987)
- Love Songs from the Man'Yoshu (Kodansha Amer Inc, August 1, 2000)

### Testi in inglese
- The Battles of Coxinga: Chikamatsu's Puppet Play, Its Background and Importance (Taylor's Foreign Pr, 1951)
- Japanese Literature an Introduction for Western Readers (Grove Pr, June 1, 1955)
- Modern Japanese Literature: An Anthology (Grove Pr, June 1, 1956)
- Major Plays of Chikamatsu (Columbia Univ Pr, January 1, 1961)
- Four Major Plays of Chikamatsu (Columbia Univ Pr, June 1, 1961)
- Japanese Discovery of Europe, 1720-1830 (Stanford Univ Pr, June 1, 1969)
- Twenty Plays of the No Theatre (Columbia Univ Pr, June 1, 1970)
- World Within Walls: Japanese Literature of the Pre-Modern Era, 1600-1867 (Henry Holt & Co, October 1, 1976) -(Secondo libro della sua serie "A History of Japanese Literature")
- Some Japanese Portraits (Kodansha Amer Inc, March 1, 1979)
- Dawn to the West: Japanese Literature in the Modern Era (Henry Holt & Co, September 1, 1987)
  - Dawn to the West: Japanese Literature in the Modern Era; Poetry, Drama, Criticism (Holt Rinehart & Winston, April 1, 1984) -(Quarto libro della sua serie "A History of Japanese Literature")
  - Dawn to the West: Japanese Literature of the Modern Era; Fiction (Holt Rinehart & Winston, April 1, 1984) -(Terzo libro della sua serie "A History of Japanese Literature")
- The Pleasures of Japanese Literature (Columbia Univ Pr, October 1, 1988)
- Donald Keene with Herbert E. Plutschow, Introducing Kyoto (Kodansha Amer Inc, April 1, 1989)
- Travelers of a Hundred Ages: The Japanese As Revealed Through 1, 000 Years of Diaries (Diane Pub Co, June 1, 1989)
- Modern Japanese Novels and the West (Umi Research Pr, July 1, 1989)
- No and Bunraku: Two Forms of Japanese Theatre (Columbia Univ Pr, December 1, 1990)
- Appreciations of Japanese Culture (Kodansha Amer Inc, April 1, 1991
- Donald Keene with Ooka Makoto, The Colors of Poetry: Essays in Classic Japanese Verse (Katydid Books, May 1, 1991
- Travelers of a Hundred Ages (Henry Holt & Co, August 1, 1992)
- Seeds in the Heart: Japanese Literature from Earliest Times to the Late Sixteenth Century  (Henry Holt & Co, June 1, 1993) -(Primo libro della sua serie "A History of Japanese Literature")
- On Familiar Terms: A Journey Across Cultures (Kodansha Amer Inc, January 1, 1994)
- Modern Japanese Diaries: The Japanese at Home and Abroad As Revealed Through Their Diaries (Henry Holt & Co, March 1, 1995)
- The Blue-Eyed Tarokaja: A Donald Keene Anthology (Columbia Univ Pr, June 1, 1996)
- On Familiar Terms: To Japan and Back, a Lifetime Across Cultures (Kodansha Amer Inc, April 1, 1996)
- Donald Keene with Anne Nishimura & Frederic A. Sharf, Japan at the Dawn of the Modern Age: Woodblock Prints from the Meija Era, 1868-1912 (Museum of Fine Arts Boston, May 1, 2001)
- Sources of Japanese Tradition: From Earliest Times to 1600 compiled by Donalde Keen, Wm. Theodore De Bary, George Tanabe and Paul Varley (Columbia Univ Pr, May 1, 2001)
- Emperor of Japan: Meiji and His World, 1852-1912 (Columbia Univ Pr, April 1, 2002)
- Donald Keene with Lee Bruschke-Johnson & Ann Yonemura, Masterful Illusions: Japanese Prints from the Anne Van Biema Collection (Univ of Washington Pr, September 1, 2002)
- Five Modern Japanese Novelists (Columbia Univ Pr, December 1, 2002)
- Yoshimasa and the Silver Pavilion: The Creation of the Soul of Japan (Columbia Univ Pr, November 1, 2003)
- Frog In The Well: Portraits of Japan by Watanabe Kazan 1793-1841 (Asia Perspectives),(Columbia University Press, 2006)

## Lauree ad honorem
Keene ha ottenuto otto lauree ad honorem da:
- Kyoto Sangyo University (Kyōto, 2002)
- Keiwa Gakuen College (Niigata, 2000)
- Tokyo University of Foreign Studies (Tokyo, 1999)
- Waseda University (Tokyo, 1998)
- Tohoku University (Sendai, 1997)
- Columbia University (New York, 1997)
- Middlebury College (Vermont, 1995)
- St. Andrews Presbyterian College (Carolina del Nord, 1990)

## Premi e riconoscimenti
Keene ha inoltre ricevuto vari premi e riconoscimenti, tra cui:
- Kikuchi Kan Prize (Kikuchi Kan Shō Society per il progresso della cultura giapponese), 1962[1]
- Van Ameringen Distinguished Book Award, 1967
- Kokusai Shuppan Bunka Shō Taishō, 1969
- Kokusai Shuppan Bunka Shō, 1971
- Ordine del Sol Levante, Terza Classe (Governo giapponese), 1975
- Yamagata Banto Prize (Yamagata Bantō Shō), 1983
- The Japan Foundation Award (Kokusai Kōryū Kikin Shō), 1983
- Yomiuri Literary Prize (Yomiuri Bungaku Shō), 1985 (Keene è stato il primo non giapponese a ricevere questo premio, per un libro di Critica letteraria (Travellers of a Hundred Ages) in giapponese)
- Award for Excellence (Graduate Faculties Alumni of Columbia University), 1985
- Nihon Bungaku Taishō, 1985
- Donald Keene Center of Japanese Culture at Columbia University named in Keene's honour, 1986
- Tōkyō-to Bunka Shō, 1987
- NBCC (The National Book Critics Circle) Ivan Sandrof Award for Lifetime Achievement in Publishing, 1990
- The Fukuoka Asian Culture Prize (Fukuoka Ajia Bunka Shō), 1991
- Nihon Hōsō Kyōkai (NHK) Hōsō Bunka Shō, 1993
- Inoue Yasushi Bunka Shō (Inoue Yasushi Kinen Bunka Zaidan), 1995
- The Distinguished Achievement Award (from The Tokyo American Club) #65288; per i risultati raggiunti e per il contributo unico dato alle relazioni internazionali）, 1995
- Award of Honor (from The Japan Society of Northern California), 1996
- Asahi Award, 1997
- Person of Cultural Merit (Bunka Kōrōsha) (Japanese Government), 2002 (Keene è la terza persona non giapponese ad essere designata "individuo di distinto servizio culturale" dal governo giapponese)
- Mainichi Shuppan Bunka Shō (The Mainichi Newspapers), 2002
- The PEN/Ralph Manheim Medal for Translation, 2003